# أليس هاريس
أليس هاريس (بالإنجليزية: Alice Carmichael Harris)‏ هي لغوية أمريكية، ولدت في 23 نوفمبر 1947.